# Мер-ле-Бен
Мер-ле-Бен (фр. Mers-les-Bains) — коммуна на севере Франции, регион О-де-Франс, департамент Сомма, округ Абвиль, кантон Фривиль-Эскарботен.
Население (2018) — 2 738 человек.
Поселок расположен на побережье канала Ла-Манш в 40 км к западу от Абвиля, в месте впадения в Ла-Манш реки Брель, разделяющий Пикардию и Нормандию. С конца XIX века, после строительства железной дороги от Парижа до соседнего Ле-Трепора, Мер-ле-Бан начинает приобретать определенную популярность в качестве морского курорта.

## Достопримечательности
- Статуя Девы Марии на месте бывшего блокпоста
- Церковь Святого Мартина 1928 года в стиле арт-деко

## Экономика
Структура занятости населения:
- сельское хозяйство — 0,7 %
- промышленность — 40,4 %
- строительство — 0,7 %
- торговля, транспорт и сфера услуг — 45,0 %
- государственные и муниципальные службы — 13,1 %

Уровень безработицы (2017) — 21,5 % (Франция в целом — 13,4 %, департамент Сомма — 15,9 %). 

Среднегодовой доход на 1 человека, евро (2018) — 18 360 (Франция в целом — 21 730, департамент Сомма — 20 320).

## Демография
Динамика численности населения, чел. 

## Администрация
Пост мэра Мер-ле-Бена с 2001 года возглавляет Мишель Делепин (Michel Delépine). На муниципальных выборах 2020 года единственным был список, возглавляемый многолетним мэром Мер-ле-Бена Эмманюэлем Маке, депутатом Национального собрания Франции. Из-за запрета на совмещение мандатов он не мог претендовать на пост мэра, и администрацию Мер-ле-Бена возглавил Мишель Делепин, третий номер в избирательном списке.
| Период | Период | Фамилия        | Партия                                  | Примечания                                                                                 |
| ------ | ------ | -------------- | --------------------------------------- | ------------------------------------------------------------------------------------------ |
| 1962   | 1977   | Роже Энок      | Союз за французскую демократию          |                                                                                            |
| 1977   | 1989   | Ролан Жуо      | Коммунистическая партия                 | железнодорожник                                                                            |
| 1989   | 1993   | Жизель Куафье  | Социалистическая партия                 | профессор колледжа                                                                         |
| 1993   | 2001   | Ги Шампьон     | Коммунистическая партия                 | механик, член Генерального совета департамента                                             |
| 2001   | 2017   | Эмманюэль Маке | Союз за народное движение Республиканцы | страховщик, член Генерального совета и Совета департамента, депутат Национального собрания |
| 2017   |        | Мишель Делепин |                                         | работник почты                                                                             |

## Знаменитые уроженцы
- Эжен Даби (1898-1936), французский писатель

## Города-побратимы
- Апатиты, Россия

## Галерея

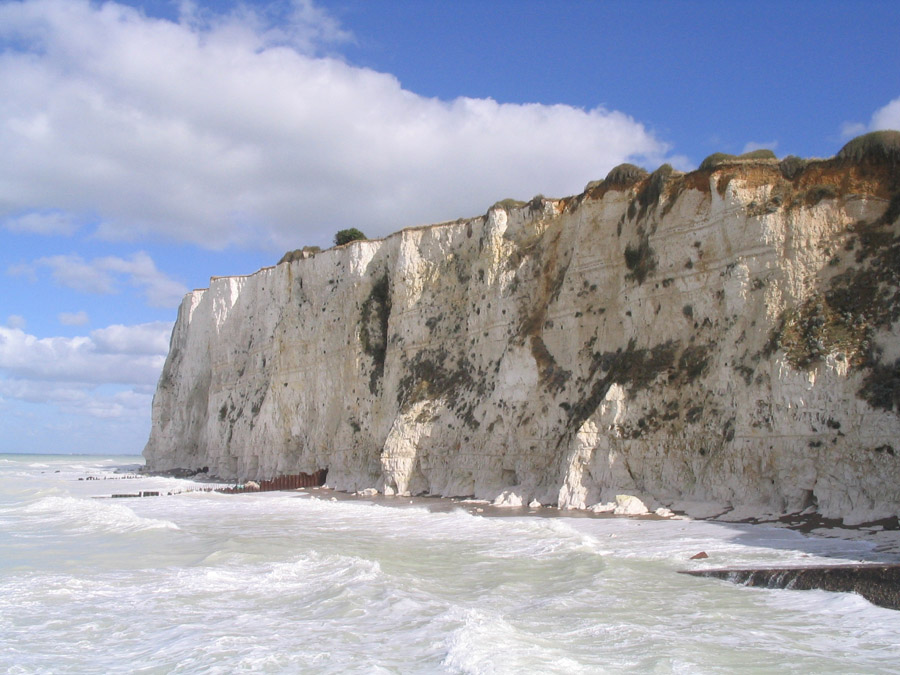
Скалы в окрестностях Мер-ле-Бена
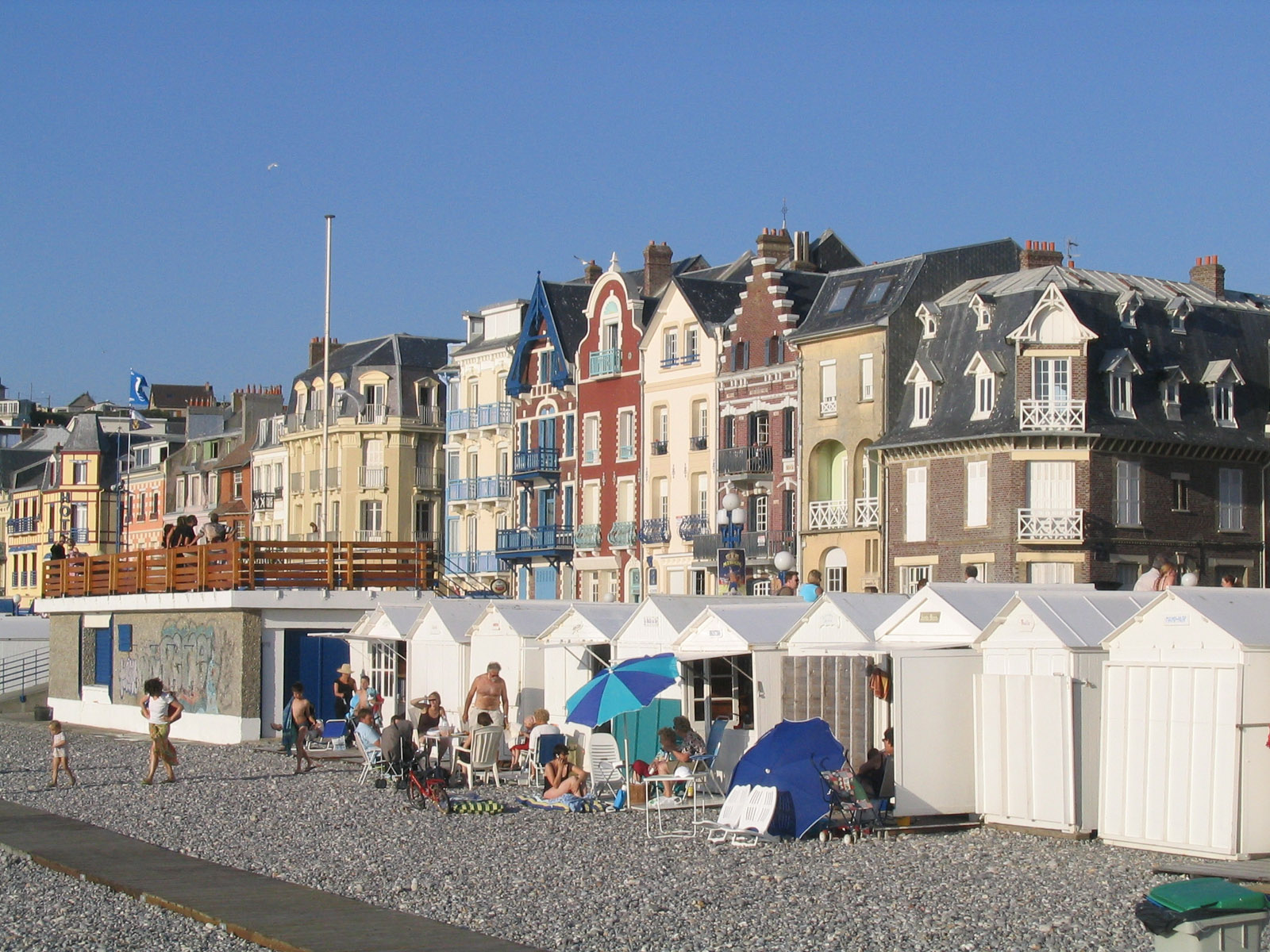
Городская набережная
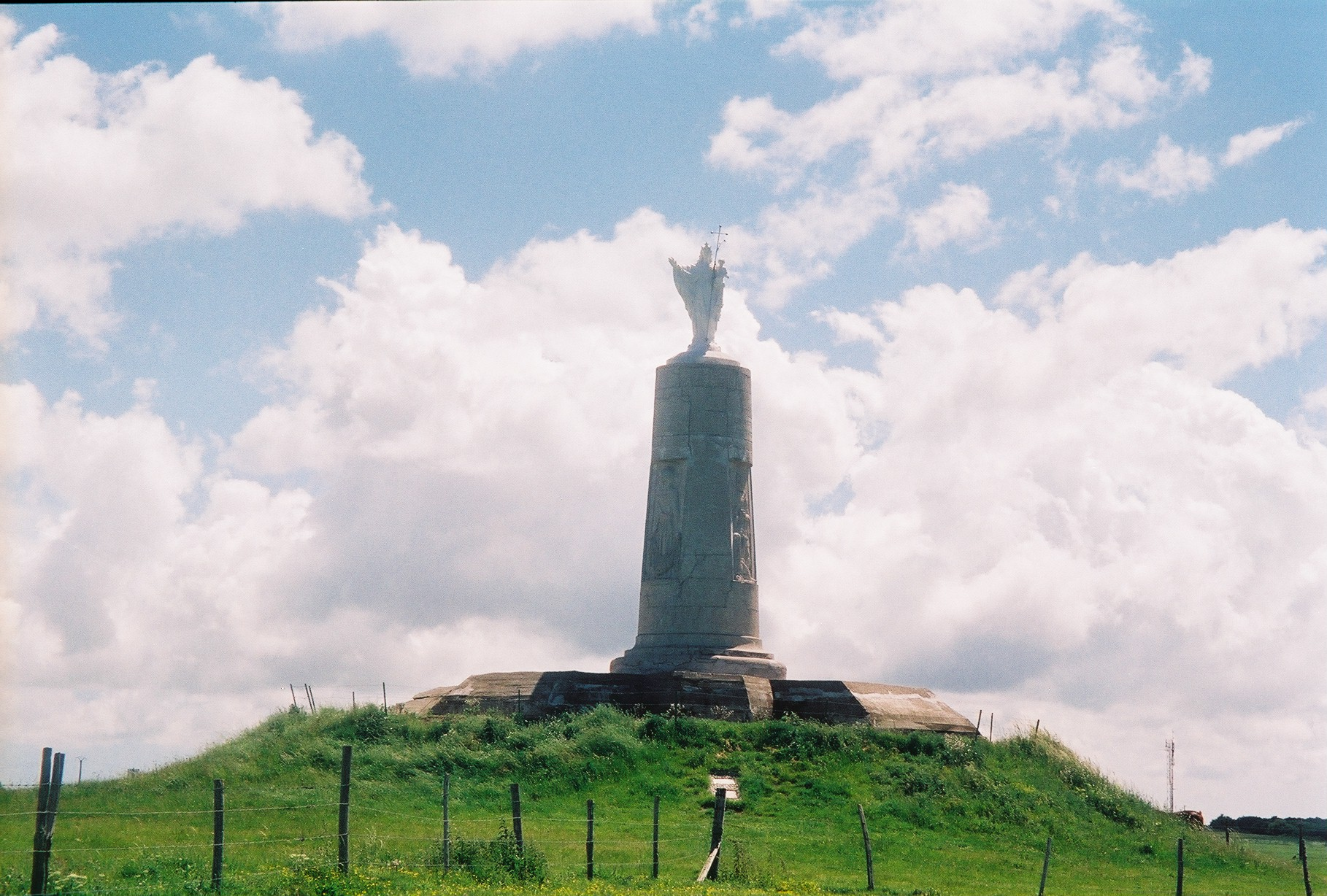
Статуя Девы Марии
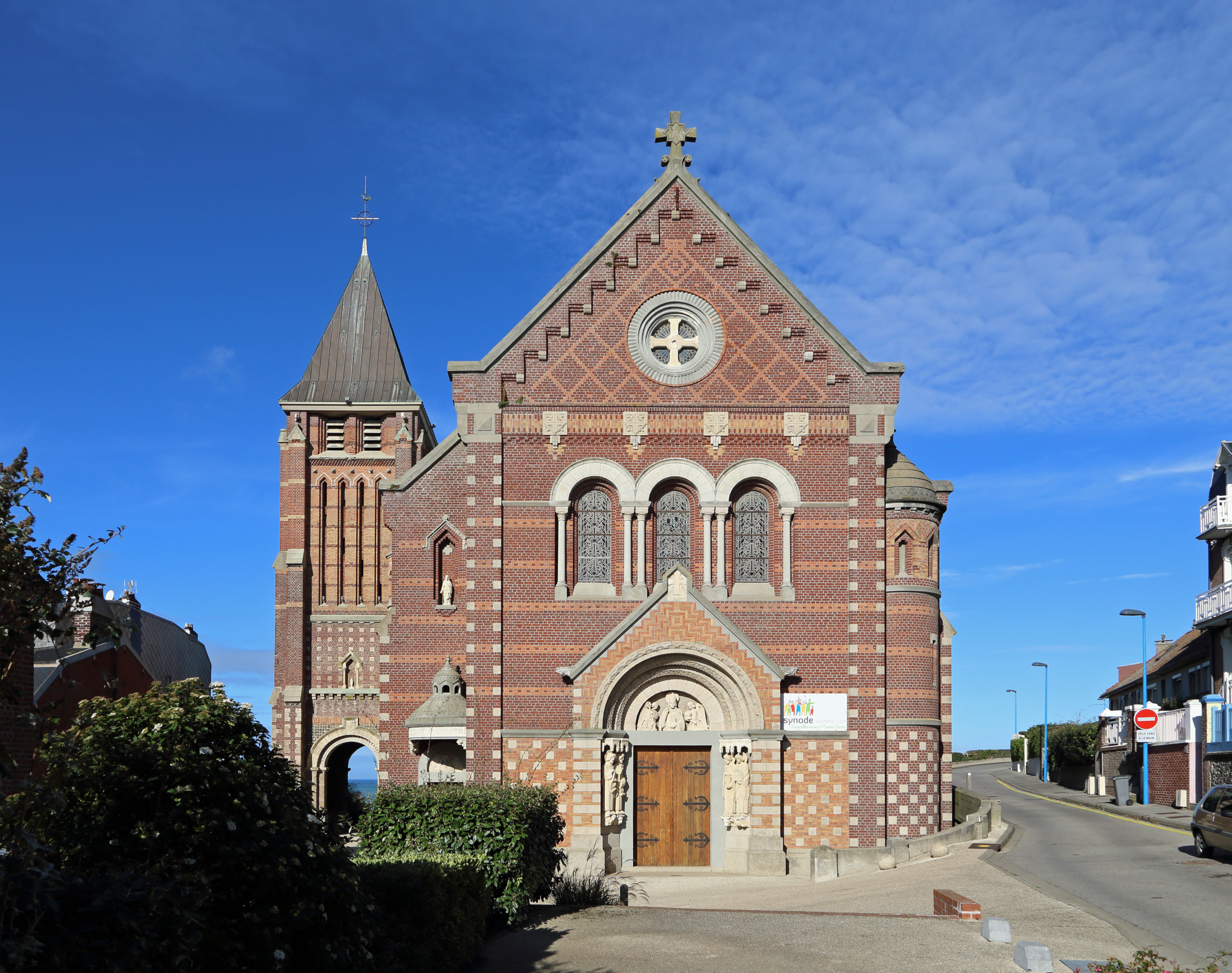
Церковь Святого Мартина

1. 1 2  база данных о французских коммунах — Национальный географический институт Франции, 2015.